# Volkskunst

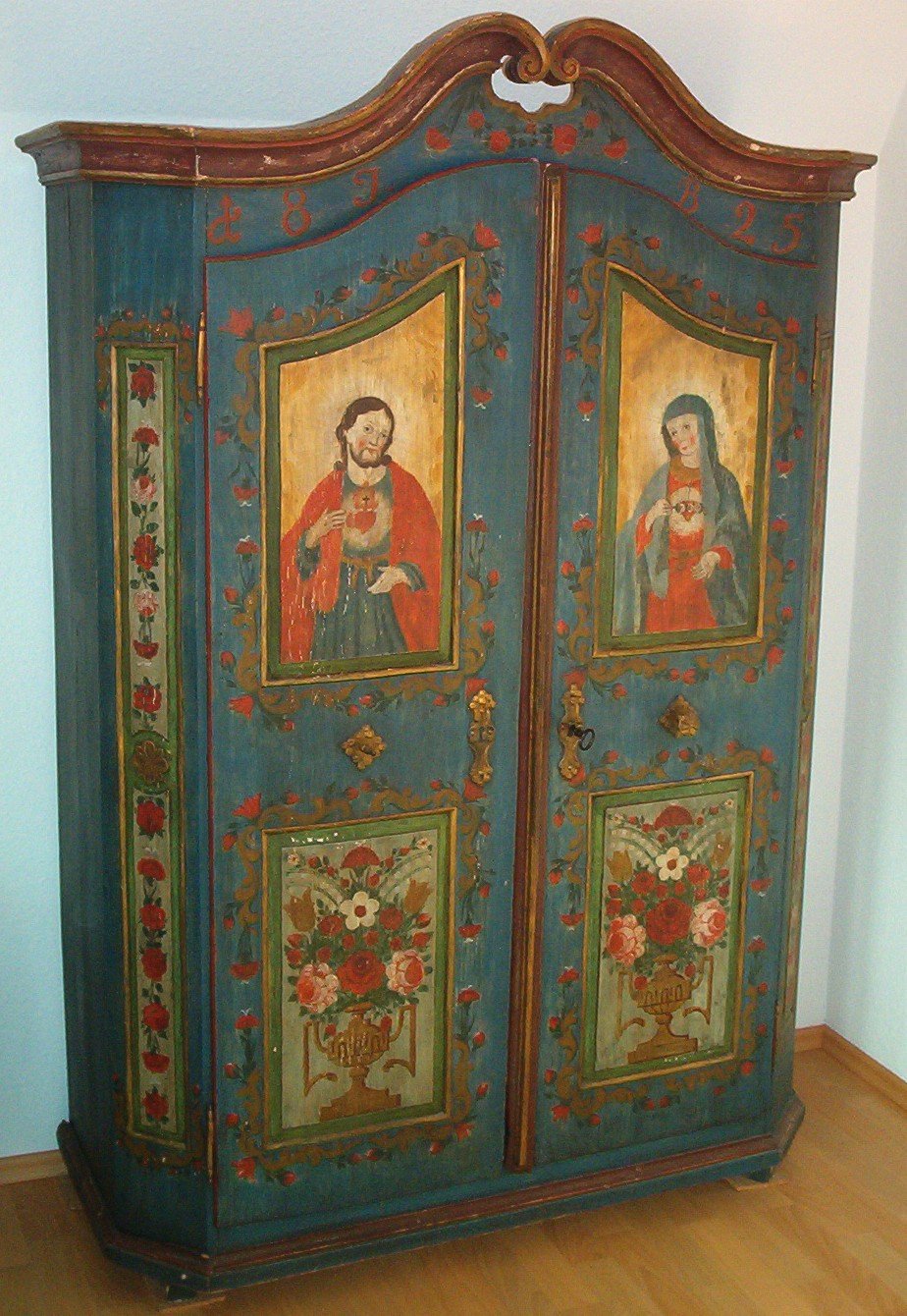
Boerenkast met een O.L.V.-medaillon, en Heilig Hart. Zuid-Duitsland.

Volkskunst is kunst met een utilitair en esthetisch karakter die binnen een bepaalde volkse traditie is ontstaan. Het is kunst door gewone mensen, bedoeld voor een kleinere groep en zonder grote artistieke pretenties.
Naast de grote kunststromingen zijn er in alle landen en in alle tijden ook steeds gewone mensen bezig geweest met kunst. Deze kunst heeft niet het commerciële of artistieke niveau van de grote meesters, maar de intentie is eerlijk en plichtbewust. Volkskunst is doorgaans soberder uitgewerkt, maar toch zeer in trek bij verzamelaars.

## Meubilair
Meubilair werd vervaardigd op een eenvoudige manier met een toets kunstzinnigheid, soms werd er ook werk gemaakt voor sommige stukken; in Duitsland getuigen de vele Bauernschränke van deze kleurrijke kunst. Kasten werden gemaakt voor bijzonder levensgebeurtenissen: voorbeeld een "Hochzeitsschrank" voor een huwelijk.

## Devotie in de volkskunst
In het katholieke volksgeloof werden op eigen manier verschillende heiligen en religieuze zaken uitgebeeld met de beperkte middelen die men voorhanden had. In het beste geval was dit hout of metaal, maar vaker moest men zijn toevlucht nemen tot alternatieve zaken zoals (oud) glas, papier, was, stukjes stof, wol, steentjes of zelfs deeg en been.
Voorbeelden zijn de wassen Onze-Lieve-Vrouwebeelden, papieren bidprentjes of paternosters. Een opmerkelijk verschijnsel zijn de zogenaamde Oratoires (kapelletjes), een heilige die wordt afgebeeld in een besloten hofje van papier-maché, schilderingen achter glas (geen glas in lood), geborduurde kaders met gebedjes, enz.

## Galerij

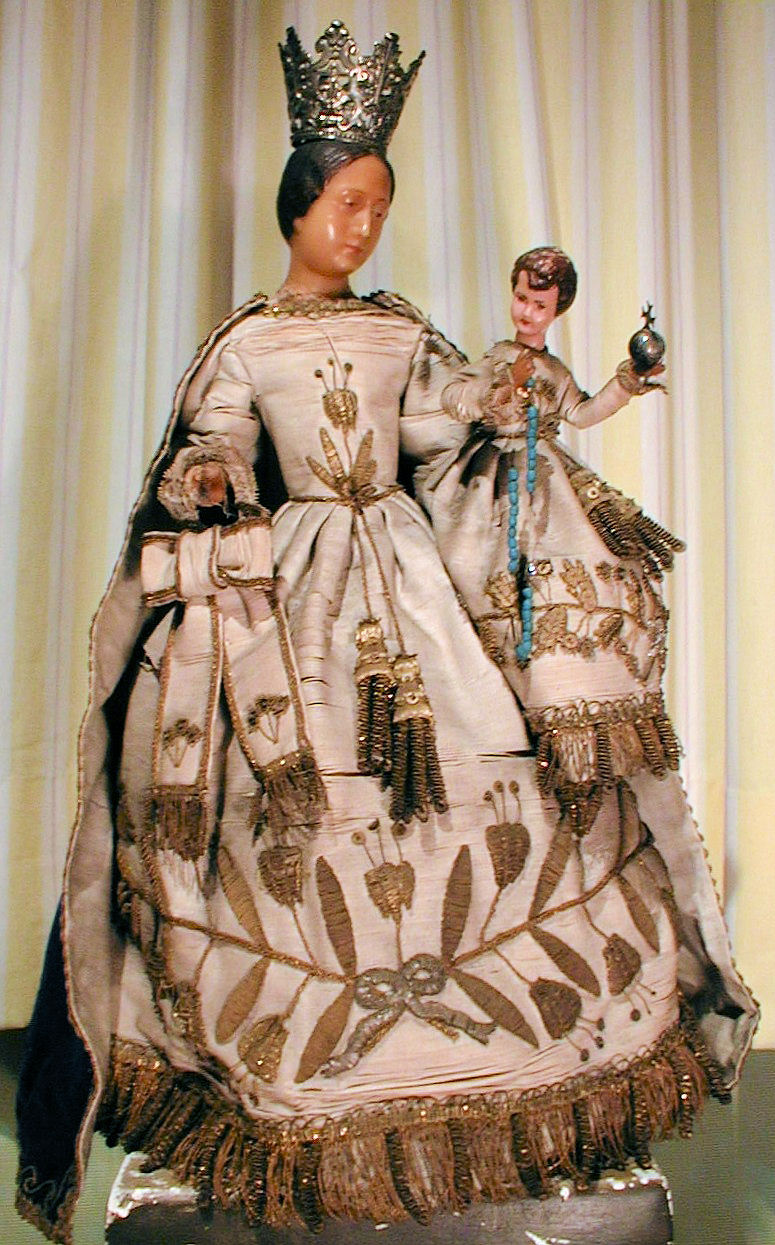
Onze-Lieve-Vrouwebeeld in was; laat 19e eeuw
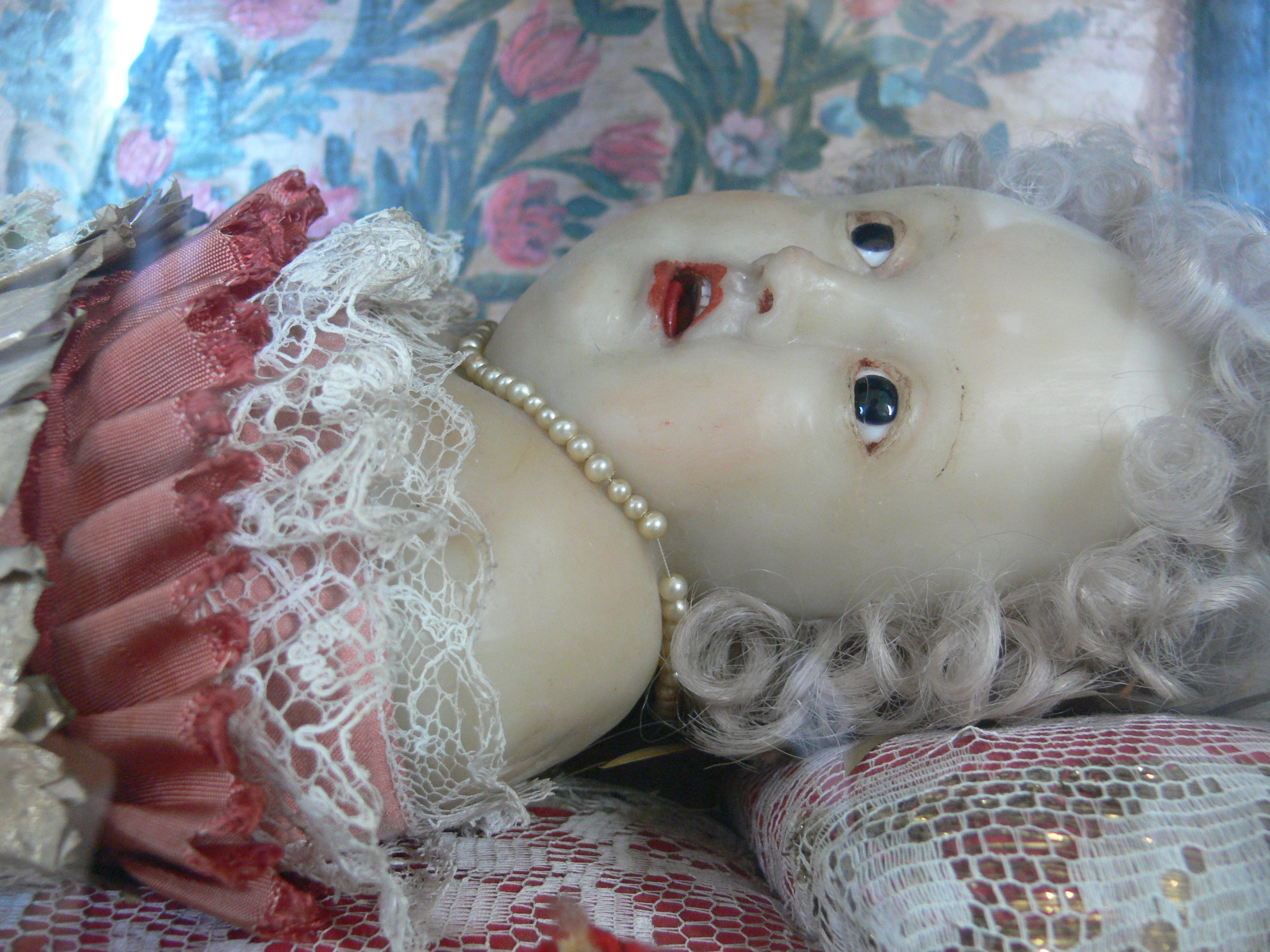
Wassen kindje, detail
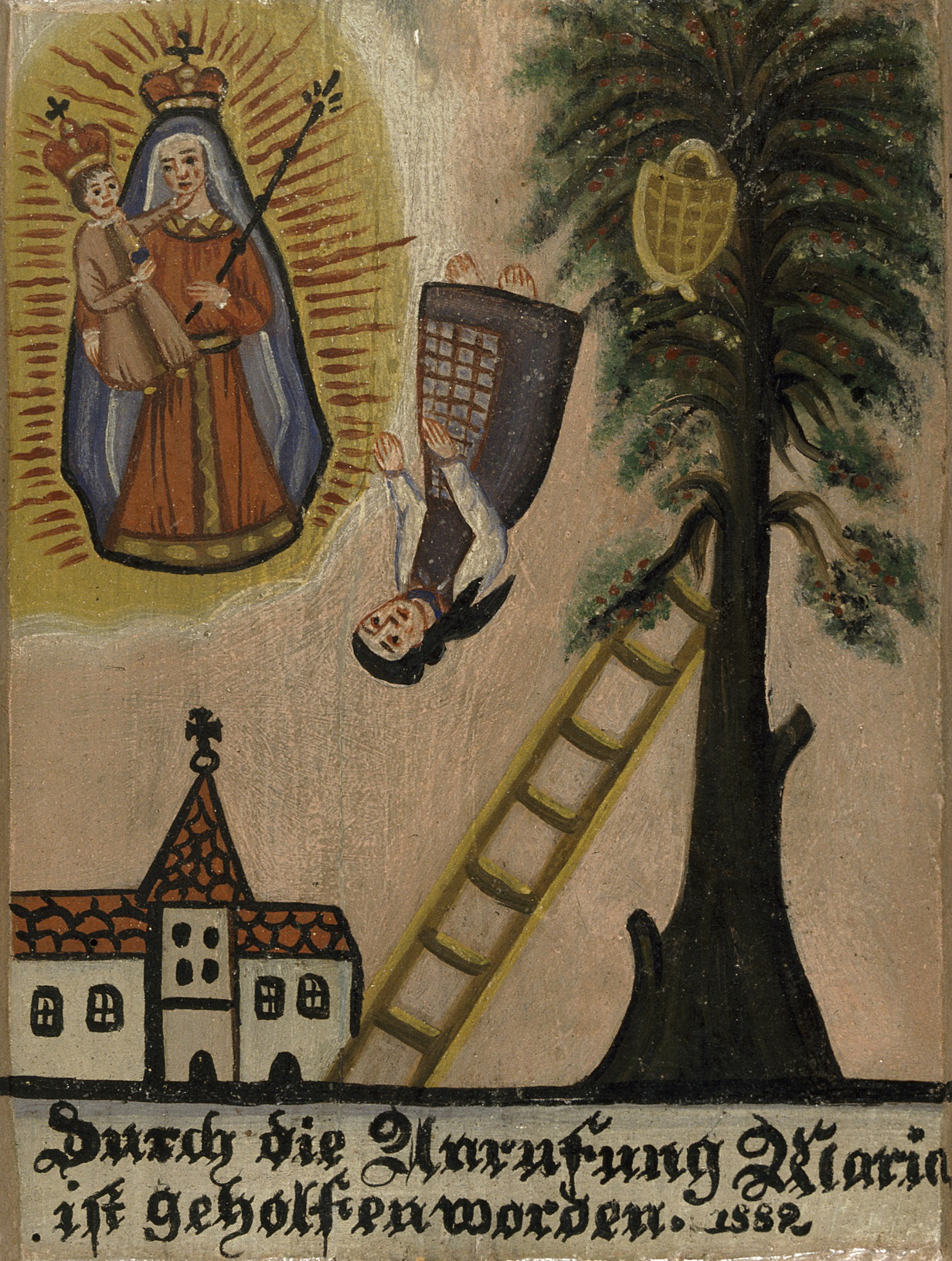
Ex voto, Zuid-Duitsland, 19e eeuw
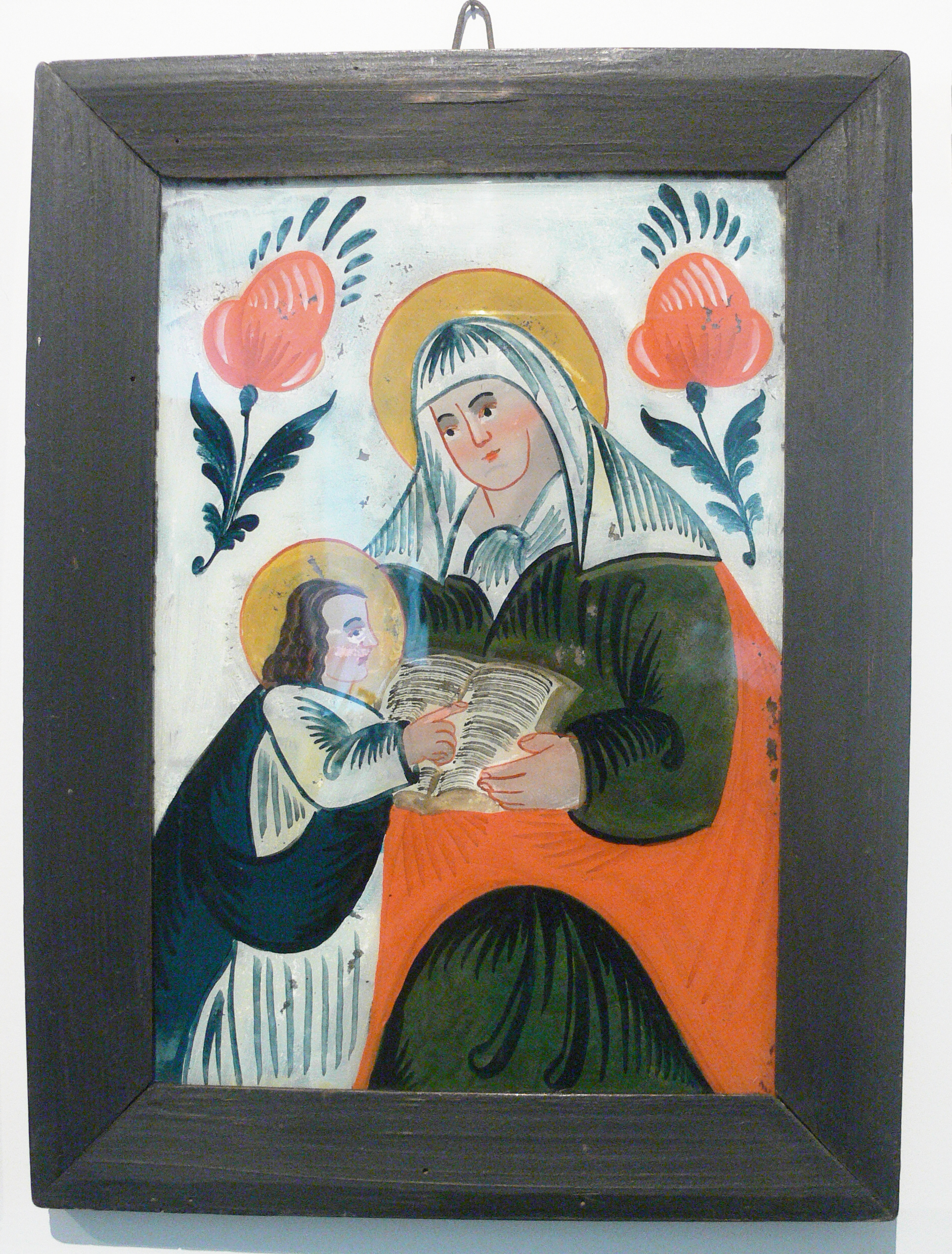
Heilige Anna met Maria, achter-glas-schilderij, Duitsland